# 昆西國家事務研究所
昆西國家事務研究所（英語：Quincy Institute of Responsible Statecraft）是一家成立于2019年的美国智库，位于华盛顿特区，以美国前总统约翰·昆西·亚当斯（John Quincy Adams）的名字命名。它被形容为具“现实主义”特性，在美国外交政策中主张“克制”。

## 資金來源
該智庫最引人注意的金主是喬治·索羅斯與查爾斯·科赫的基金會。